# 최희정 (무용가)
최희정(1940년 2월 3일~)은 대한민국의 한국 무용가이자, 전직 음식점 사업가 겸 만두 요리사였었다. 1958년에 한국 무용 분야를 처음으로 입문해, 10년이 지난 1968년에 은퇴한 이후로는, 잠시 만두 요리 음식점 사업을 한 적이 있었다.
본은 전주(全州)로, 1962년 이화여자대학교 무용학과에서 학사 학위를 취득하였고, 1966년 12월 25일(병오년 성탄절)에 배우 이순재와 결혼했다. 슬하에 1남 1녀(맏딸과 막내아들)를 두었으며, 앞서 언급한 것처럼 요리에도 일가견이 있었던 탓에, 한국 무용가 은퇴(1968년)를 한 이후로는 음식점 사업에도 손을 대면서, 한때 〔서울 코끼리 만두점 대표〕로도 유명하였다.

## 학력
- 이화여자대학교 무용학 학사(1962년 2월 - 58학번 출신)

## 주요 작품

### 한국 무용

#### 공동 작품
- 1958년 《백의의 민족》
- 1962년 《코리안 트레이디쇼날》
- 1963년 《소고의 향연》
- 1964년 《강산은 우리를 부른다》
- 1968년 《팔도 삼천리》

## 가족 관계
- 시부: 이용남(1908~1970)
- 시모: 전분녀(1913~2008)
  - 배우자: 이순재(1934년 11월 16일~ ) - 1966년 12월 25일 결혼
  - 본인: 최희정(1940년 2월 3일생)
    - 맏딸: 이정은(1969년생)
    - 막내아들: 이종혁(1972년생)